# María Reyes Vázquez
María Reyes Vázquez (Figueres, 7 de septiembre de 1976) es una actriz, cantante y modelo española, ganadora de Miss España 1995.

## Biografía
María nació en Figueras, provincia de Gerona, el 7 de septiembre de 1976. Con 15 años se trasladó con su familia a Soria. Tras acabar sus estudios secundarios, empezó a estudiar enfermería. Tres meses después de comenzar la universidad, ganó el certamen de belleza Miss España 1995, representando a Soria. Tras su coronación dejó sus estudios y se centró en su carrera de modelo. Como modelo, ha desfilado en numerosas ocasiones por la Pasarela Cibeles de Madrid y la Pasarela Gaudí de Barcelona. También ha desfilado para firmas como Dior y Chanel, entre otras muchas, además de ser imagen publicitaria para diversas marcas. Posteriormente, se formó como actriz en centros de Madrid, Nueva York o París. 
En julio de 2002 la revista Interviú publicó unas fotos suyas en topless en una playa de Ibiza. María demandó a la revista, reclamando 30.000 euros como indemnización por intromisión en su intimidad. En una primera sentencia en noviembre de 2003, la Audiencia Provincial de Madrid obligaba al Grupo Zeta a pagar la indemnización, sin embargo, en junio de 2009 el Tribunal Supremo revocó dicha sentencia, fallando finalmente en favor de Interviú.
Entre 2003 y 2004 actuó en la telenovela Luna negra de TVE. En 2006 participó en el concurso ¡Mira quién baila! de TVE en su cuarta edición. En 2008 apareció en la serie Lalola de Antena 3. En 2009 obtiene el premio a la mejor actriz en el Festival de Corciano (Italia) por el cortometraje Como si nada fuera. Actualmente, destaca por su trabajo de nutricionista que realiza en establecimientos de Madrid y Barcelona.
También ha desarrollado una carrera musical. Primero desde 2010 como solista en el grupo de música francés Nouvelle Vague tanto en grabaciones de estudio como en directos. En 2015 editó un EP en solitario, editado por Subterfuge. En 2018 lanzó un LP de pop electrónico dentro de su nuevo proyecto, Meta.

## Sucesión de Miss España
| Predecesora: Raquel Rodríguez | Miss España 1995 | Sucesor: María José Suárez |